# Sami Yaffa
Sami Yaffa, rodným jménem Sami Takamäki (* 4. září 1963, Espoo, Finsko) je finský baskytarista, známý jako člen skupin Hanoi Rocks a New York Dolls.

## Kariéra
Svou kariéru zahájil v roce 1977 ve skupině Babblers a o dva roky později hrál v kapelách Suopo a Pohjanoteeraus. V roce 1980 se stal členem skupiny Pelle Miljoona Oy a toho roku rovněž nastoupil ke skupině Hanoi Rocks, se kterou vystupoval až do roku 1985. Později hrál s několika dalšími kapelami, mezi kterými byla například doprovodná skupina Johnnyho Thunderse či americká skupina Jetboy.
Později spolupracoval se zpěvákem Michaelem Monroem, bývalým spoluhráčem z kapely Hanoi Rocks, na jeho sólových koncertech a v devadesátých letech spolu založili krátce existující skupiny Jerusalem Slim a Demolition 23. V letech 2005 až 2010 byl členem skupiny New York Dolls. V roce 2011 vystupoval s kapelou Compulsions, ve které s ním hráli ještě Richard Fortus a Frank Ferrer ze skupiny Guns N' Roses. Rovněž je členem skupiny Mad Juana.